# Concezio Chiaretti
Don Concezio Chiaretti (Stati Uniti d'America, 7 luglio 1917 – Leonessa, 7 aprile 1944) è stato un religioso e militare italiano.

## Biografia
Nasce negli Stati Uniti nel 1917 da famiglia originaria di Leonessa. Rientrato in Italia fu ordinato presbitero e, allo scoppio della Seconda guerra mondiale, è cappellano del 39º Battaglione "Monte Berico" del 167º Reggimento Alpini distaccato in Francia e alle dipendenze della Divisione di Fanteria “Legnano”, parte della IV Armata.
L'Armistizio dell'8 settembre 1943 lo coglie a Leonessa, paese natìo della famiglia, nel quale fu parroco. Da sacerdote accoglie e sostiene chiunque abbia necessità, senza tenere conto dell'orientamento di ciascuno. Contribuisce a fondare nel borgo laziale una delegazione del Comitato Liberazione Nazionale. Nel frattempo, agli inizi del 1944, comincia ad operare nell'area umbra e alto-laziale la brigata "Antonio Gramsci", formazione partigiana comunista costituitasi agli inizi del mese precedente. Negli stessi periodo e zona combatte anche una formazione militare, la banda di Mario Lupo, con base a Cepparo, frazione di Rivodutri, responsabile dell'attacco alle forze di polizia e della Guardia Nazionale Repubblicana a Poggio Bustone, nel corso del quale perdono la vita 14 militi della RSI e il Questore di Terni Bruno Pennaria (10 marzo 1944). L'intensificarsi dell'attività partigiana, la morte del funzionario e la necessità di rendere sicuri i collegamenti fra la Capitale e le aree appenniniche, spingono dunque il Comando tedesco di Rieti ad organizzare un articolato attacco (Operazione "Osterei"), guidato dal colonnello Ludwig Schanze che, fra il 29 marzo e il 7 aprile 1944, coinvolge Leonessa (occupata dai partigiani il 16 marzo) e le sue frazioni di Albaneto, Cumulata, Ponte Riovalle, Vallunga, Villa Carmine, Villa Pulcini, Accumoli mettendo in rotta i resistenti. Conquistato il paese, i militari germanici (appartenenti a Heer, Luftwaffe, Waffen SS) procedono a caccia, arresto e condanna a morte di fiancheggiatori della Resistenza (Strage di Leonessa) alcuni dei quali denunciati dietro delazione di una donna del luogo, fra loro don Concezio additato quale sostenitore dei partigiani. 
Il parroco fu giustiziato il 7 aprile, giorno di Pasqua, sul Monte Tilia assieme a 22 concittadini.
In totale i morti della Strage di Leonessa saranno 51.

## Memoria
Sebbene il suo nome sia inciso sulla lapide dei caduti della Brigata "Gramsci" di Terni e del Gruppo combattimento "Cremona", un familiare del sacerdote leonessano ha recentemente sollevato dubbi sull'effettiva adesione del parroco alla formazione partigiana comunista. Dubbi che Giuseppe Chiaretti ha espresso in un articolo pubblicato dal quotidiano Avvenire il 9 dicembre 2014:
"[...] Eppure don Concezio non aveva aiutato solo i partigiani (aveva fondato il CLN locale),  ma anche i fascisti. Una dichiarazione del 26 febbraio 1944, firmata da tre militi leonessani della Guardia Nazionale Repubblicana che indico solo con le iniziali (A.R., S.G., Z.V.), dal loro comandante (R.P.), da un elettricista testimone (A.L) e controfirmata da don Concezio Chiaretti, testimonia che i tre fascisti nei pressi di Villa Pulcini furono salvati dalla fucilazione da parte di un grosso manipolo (una quindicina) di partigiani che li avevano già svestiti, proprio per la mediazione di don Concezio, che quel giorno si trovava lì a cercare qualcosa da mangiare per suo fratello malato. Dopo l’8 settembre, infatti, il sacerdote si era dedicato alle opere d’assistenza: si ricordano suoi interessamenti per aiutare una famiglia ebrea che viveva a Leonessa e le visite nel carcere comunale ai giovani militari fuggiti in montagna per non essere trasferiti ai lavori forzati in Germania [...]".
Antifascista, dunque, ma non al punto tale da abbracciare la causa della Brigata né da esserne ricordato quale caduto.